# Lech Kulwicki
Lech Kulwicki (ur. 2 listopada 1951 w Tczewie) – polski piłkarz występujący na pozycji obrońcy. Niegdyś piłkarz Lechii Gdańsk, z którą zdobył pierwszy i jak na razie jedyny Puchar oraz Superpuchar Polski w piłce nożnej. Brał udział również w spotkaniu Lechii z Juventusem o Puchar Zdobywców Pucharów. Obecnie trener Orła Trąbki Wielkie.